# Cornelia Regin

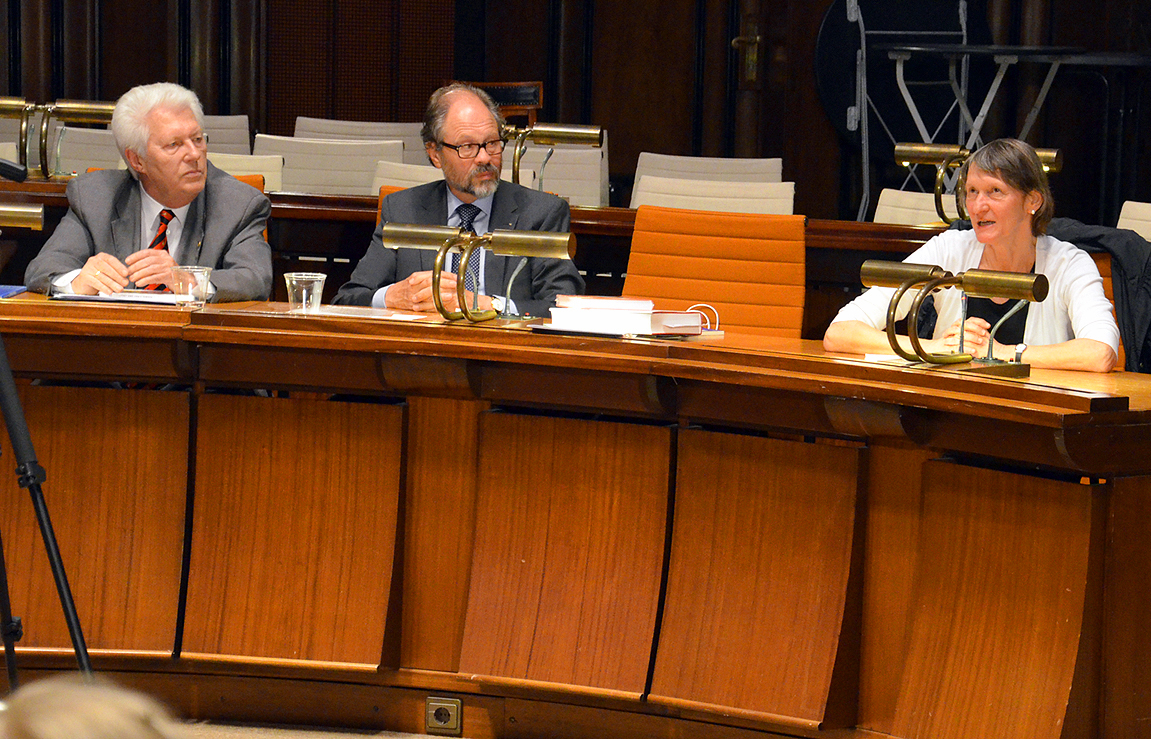
Cornelia Regin (rechts), 2014

Cornelia Regin (* 1959 in Homberg (Efze)) ist eine deutsche Archivarin und Historikerin. Sie leitet das Stadtarchiv Hannover.

## Beruflicher Werdegang

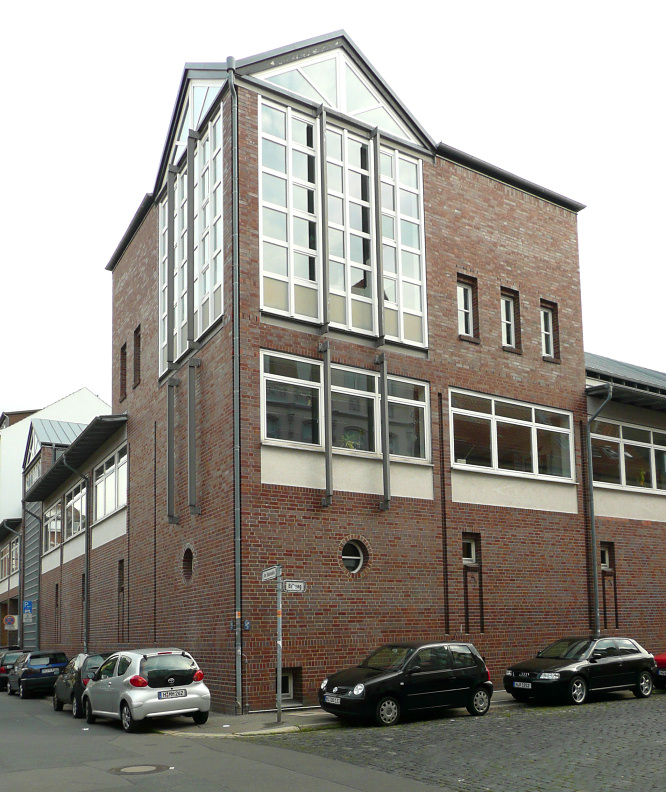
Das Stadtarchiv Hannover

Cornelia Regin studierte Sozialkunde und Geschichte an den Universitäten in Göttingen und Berlin und legte 1985 ihr Erstes Staatsexamen für das Lehramt an Gymnasien ab. 1987 bis 1992 war sie als wissenschaftliche Mitarbeiterin im Fachbereich Gesellschaftswissenschaften an der Gesamthochschule Kassel tätig, bis sie 1992 mit einer Dissertation zur Naturheilbewegung im Kaiserreich zum Dr. phil. promovierte. In den Folgejahren durchlief sie bis 1995 ihre Ausbildung zur Archivarin im Höheren Dienst.
2010 übernahm sie die Leitung des Stadtarchivs Hannover und gibt seitdem die Hannoverschen Geschichtsblätter sowie die Schriftenreihe Hannoversche Studien heraus.

## Kulturgutschutzbeauftragte
Schon im 20. Jahrhundert, während der Luftangriffe auf Hannover im Zweiten Weltkrieg und besonders auch durch die Hochwasser-Katastrophe 1946, war die Überlieferung der Stadtgeschichte Hannovers des 19. Jahrhunderts zu 80 % verloren gegangen.
Nachdem Anfang des 21. Jahrhunderts ein Workshop der Feuerwehr Hannover und des Bundesamtes für Bevölkerungsschutz und Katastrophenhilfe Ende November 2007 – Anlass waren die Eindrücke vergleichbarer Katastrophen wie das Elbehochwasser 2002 und der Brand der Anna-Amalia-Bibliothek in Weimar 2004 – „bildete sich eine Arbeitsgruppe der in der Landeshauptstadt Hannover und der Region Hannover ansässigen Museen, Bibliotheken und Archive sowie der zuständigen Katastrophenschutzbehörden“ mit dem Ziel, den „Schutz von Kulturgütern der beteiligten Institutionen zu optimieren“. Die Vertreter dieser Einrichtungen und die hannoversche Dezernentin Marlis Drevermann unterzeichneten den in Niedersachsen bisher dahin einmaligen „Notfallverbund zum Kulturgutschutz in Katastrophenfällen für die Region Hannover“. Cornelia Regin wurde daraufhin zur Kulturgutschutzbeauftragten der Region Hannover benannt, vertreten durch Eva Köhler vom Sprengel Museum sowie Martin Brederecke von der Gottfried Wilhelm Leibniz Bibliothek.

## Mitgliedschaften und Ämter
- 2013–2023: Kuratoriumsmitglied der Stiftung Niedersächsisches Wirtschaftsarchiv in Wolfenbüttel
- 2016–2022: Vorsitzende des Verbandes Niedersächsischer Archivarinnen und Archivare
- 2009–2017: Kulturgutschutzbeauftragte des Notfallverbundes Kulturschutzgut für die Region Hannover
  - anschließend stellvertretende Kulturgutschutzbeauftragte
- Mitglied der Bundeskonferenz Kommunalarchive beim Deutschen Städtetag
- Mitglied der Historischen Kommission für Niedersachsen und Bremen
- 2. Vorsitzend des Historischen Vereins für Niedersachsen
- Mitglied des Wissenschaftlichen Beirates des Niedersächsischen Instituts für Sportgeschichte (NISH)

## Schriften (Auswahl)
- Cornelia Regin (Hrsg.): Pracht und Macht. Festschrift zum 100. Jahrestag der Einweihung des Neuen Rathauses in Hannover (= Hannoversche Studien, Band 14), Hannover: Hahn, 2013, ISBN 978-3-7752-4964-5.
- Cornelia Regin: Der Notfallverbund Kulturgutschutz in Katastrophenfällen für die Region Hannover. Gründung, Arbeitsergebnisse und Perspektiven, in: Archiv-Nachrichten Niedersachsen, Heft 14, 2010, ISSN 1617-6820.
- Cornelia Regin: Auf dem Sprung in den Markt. Die Städtischen Häfen Hannover, in: Archiv-Nachrichten Niedersachsen, Heft 10, 2006, ISSN 1617-6820.
- Cornelia Regin: Bewertung von Krankenunterlagen. Erfahrungen und Beispiele aus dem Stadtarchiv Hannover, in: Archiv-Nachrichten Niedersachsen, Heft 9, 2005, ISSN 1617-6820.
- Cornelia Regin: Ruhe im Karton? Anmerkungen zum Verhältnis von sozialen Bewegungen und öffentlichen Archiven, in: Archiv-Nachrichten Niedersachsen, Heft 9, 2005, ISSN 1617-6820.
- Cornelia Regin: Quellen zum kommunalen Gesundheitswesen im Nationalsozialismus, in: Archiv-Nachrichten Niedersachsen, Heft 5, 2001, ISSN 1617-6820.
- Cornelia Regin: Selbsthilfe und Gesundheitspolitik: Die Naturheilbewegung im Kaiserreich (1889 bis 1914) (zugleich: Dissertation 1992, Gesamthochschule Kassel) (= Medizin, Gesellschaft und Geschichte, Beiheft 4), Stuttgart: Steiner, 1995, ISBN 3-515-06432-X.
- Walter Mühlhausen, Cornelia Regin (Hrsg.): Treuhänder des deutschen Volkes. Die Ministerpräsidenten der westlichen Besatzungszonen nach den ersten freien Landtagswahlen / politische Porträts (= Kasseler Forschungen zur Zeitgeschichte, Band 9), Melsungen: Verlag Kasseler Forschungen zur Zeitgeschichte, 1991, ISBN 3-925523-06-5.
- Cornelia Regin, Franz Walter und Viola Denecke: Sozialistische Gesundheits- und Lebensreformverbände. Berlin 1991.

Aufsätze
- Cornelia Regin: Zwischen Angriff und Abwehr. Die Naturheilbewegung als medizinkritische Öffentlichkeit im Deutschen Kaiserreich, in: Medizinkritische Bewegungen im Deutschen Reich (ca. 1870 – ca. 1933), hrsg. von Martin Dinges (= Medizin, Gesellschaft und Geschichte. Jahrbuch des Instituts für Geschichte der Medizin der Robert-Bosch-Stiftung [Nebentitel teils MedGG-Beihefte], Beiheft 9), Stuttgart: Steiner, 1996, ISBN 3-515-06835-X, S. 39–58.
- Die Wirtschaft im neuen Europa. Pläne der deutschen sozialistischen Emigration, in: Jac Bosmans (Hrsg.): Europagedanke, Europabewegung und Europapolitik in den Niederlanden und Deutschland seit dem Ersten Weltkrieg (= Niederlande-Studien, Bd. 10), Münster 1996, S. 51–77.
- August Kestner: Ein Deutschrömer, in Ulrike Weiß, Kathrin Umbach (Hrsg.): Goethes Lotte. Ein Frauenleben um 1800. Essays zur Ausstellung im Historischen Museum am Hohen Ufer (= Schriftenreihe des Historischen Museums Hannover, Bd. 21), Hannover 2003, S. 210–221.
- Erwerbungen der Stadt Hannover. Die Sammlung Doebbeke als Beispiel einer problematischen Provenienz, in: Hannoversche Geschichtsblätter, N.F. 60 (2006), S. 91–95.
- Erwerbungen der Stadt Hannover. Die Gemälde aus der Sammlung Gustav Rüdenberg, in: Hannoversche Geschichtsblätter, N.F. 61 (2007), S. 167–174.
- Die „Achse Hannover – Cremona“. Eine vergessene Städtefreundschaft und ihre Kunstausstellungen: der „Premio Cremona“ in Hannover und "Mensch und Landschaft in Niedersachsen" in Cremona, in: Quellen und Forschungen aus italienischen Archiven und Bibliotheken, Bd. 90 (2010), S. 373–414.
- Cornelia Regin: Feuer, Wasser, Krieg und andere Katastrophen. Ein Beitrag zur Geschichte des Stadtarchivs Hannover im Zweiten Weltkrieg und in den ersten Nachkriegsjahren, in: Hannoversche Geschichtsblätter, Neue Folge, Band 66, 2012, ISSN 0342-1104, S. 241–256.
- Cornelia Regin: Funktion und Struktur von Notfallverbünden am Beispiel des Notfallverbundes zum Kulturgutschutz für die Region Hannover, in: Kultur!gut!schützen! Sicherheit und Katastrophenschutz für Museen, Archive und Bibliotheken, Halle/Saale: Konferenz Nationaler Kultureinrichtungen, 2012, S. 42–46 (; PDF; 1,7 MB).
- Fundstück: Der "Inflationsheilige" Haeusser in Hannover, in: Hannoversche Geschichtsblätter, N.F. 67 (2013), S. 149–158.
- Provenienzforschung im Stadtarchiv Hannover. Rückschau und Ausblick, in: Johannes Schwartz, Simone Vogt (Hrsg.): Spuren der NS-Verfolgung. Provenienzforschung in den kulturhistorischen Sammlungen der Stadt Hannover, Köln 2019, S. 26–33.